# Jorge Alcaraz
Jorge Alcaraz (4 de julho de 1968) é um ex-futebolista paraguaio que atuava como defensor.

## Carreira
Jorge Alcaraz integrou a Seleção Paraguaia de Futebol na Copa América de 1997.